# Félix Lorin
Félix Lorin (geboren am 28. Juli 1853 in Saint-Germain-des-Prés, Département Maine-et-Loire; gestorben am 8. Dezember 1932 in Rambouillet, Département Yvelines) war ein französischer Historiker, Jurist und Schriftsteller.

## Leben
Lorin studierte nach dem Schulabschluss Rechtswissenschaften am Collège Mongazon in Angers und setzte sein Studium in Paris fort, wo er einen juristischen Abschluss erlangte. Er war zunächst in Paris und danach von 1886 bis 1914 in Rambouillet als Anwalt am örtlichen Gericht tätig. Zwischenzeitlich leistete er seinen Militärdienst im 135. Infanterieregiment von Angers und wurde 1889 von weiteren militärischen Verpflichtungen entbunden. Im August 1914 wurde er bei Kriegsausbruch wieder zum Dienst eingezogen. Er befasste sich zudem mit Archäologie und Geschichte und verfasste Artikel für die Mémoires de la Société archéologique de Rambouillet, die sich überwiegend mit der Lokalhistorie befassten. Mehrere Beiträge veröffentlichte er 1913 auch zur Abtei Les Vaux-de-Cernay, darunter ein Nachdruck einer Broschüre des Historienmalers Antoine-Félix Boisselier mit einer Beschreibung der Anlage aus dem Jahr 1838. Später wirkte er bis zu seinem Tod auch als Stadtrat von Rambouillet.
Lorin war ein Bruder von Emile Lorin und/oder naher Verwandter von André Lorin, Alfred Lorin fils (ebenfalls Jurist in Rambouillet), und George Lorin (1850–1927), sowie ein Onkel von Madeleine Lorin, die 1914 den Mediziner Pierre Mâreau heiratete, an deren Hochzeit in der Kirche Notre-Dame d’Angers er teilnahm.

## Engagement und Auszeichnungen (Auswahl)
- Präsident der Anwaltskammer
- 1886–1920: Sekretär und Vizepräsident der Anwaltskonferenz
- Ab 1920: Generalsekretär des Allgemeinen Anwaltsverbandes
- Ab 1894 Gemeinderatsmitglied
- Ab 1890 Kantonsdelegierter und Präsident des Beirats von Rambouillet
- 1888 bis 1909 Generalsekretär und von 1910 bis 1932 Präsident der Archäologischen Gesellschaft von Yveline (französisch Secrétaire général, président de la Société archéologique de l’Yveline)
- Präsident der Gesellschaft für Geschichte und Archäologie von Rambouillet
- 1892: Ritter der Ehrenlegion
- Eine Straße in Rambouillet wurde nach ihm benannt

## Schriften (Auswahl)
- De Usufructu et quemadmodum quis utatur fruatur. F. Pichon, Paris 5. Dezember 1878 (Hochschulschrift).
- Une soirèe au château de Rambouillet en novembre 1636. Alfred Douchin impr., 1891.
- Études littéraires sur Desportes, Racine, Florian. Auszug aus: Mémoires de la Société archéologique de Rambouillet. Band 10, Deslis frères, Tours 1895 (babel.hathitrust.org).
- Études sur la Révolution. Lebrun, les bailliages, de Dourdan et Montfort, le curé de Boissy. “Le désarmement des terroristes a Rambouillet.” Deslis, Tours 1895.
- Les Prisons de Rambouillet sous la Terreur. Deslis frères, Tours 1897 (babel.hathitrust.org).
- Henry Levasseur, maire et sous-préfet de Rambouillet ; Napoléon Ier à Rambouillet, l’invasion. Deslis frères, Tours 1897 (gallica.bnf.fr).
- Rambouillet : la ville, le château, ses hôtes, 768–1906. A. Picard, Paris 1907 (Historische Dokumente).